# Gran Premio del Valentino 1952
Il Gran Premio del Valentino 1952, conosciuto anche come 6º Gran Premio del Valentino, è stata una gara extra-campionato di Formula 1 tenutasi il 6 aprile, 1952 al Parco del Valentino di Torino. 
La gara, disputatasi su un totale di 60 giri, è stata vinta da Luigi Villoresi su Ferrari 375.

## Gara

### Risultati
| Pos | Nr | Pilota              | Vettura          | Giri | Tempo/Ritiro |
| --- | -- | ------------------- | ---------------- | ---- | ------------ |
| 1   | 24 | Luigi Villoresi     | Ferrari 375      | 60   | 2h06:25.3    |
| 2   | 32 | Piero Taruffi       | Ferrari 500      | 60   | + 1:09.3     |
| 3   | 22 | Rudolf Fischer      | Ferrari 500      | 58   | + 2 giri     |
| 4   | 8  | Peter Whitehead     | Ferrari 125      | 58   | + 2 giri     |
| 5   | 34 | Alberto Ascari      | Ferrari 375      | 56   | + 4 giri     |
| 6   | 20 | Johnny Claes        | Talbot-Lago T26C | 55   | + 5 giri     |
| NC  | 12 | Charles de Tornaco  | Talbot-Lago T26C | 51   |              |
| Rit | 20 | Giuseppe Farina     | Ferrari 375      | 31   | Incidente    |
| Rit | 4  | Philippe Étancelin  | Talbot-Lago T26C | 16   | Trasmissione |
| Rit | 30 | Peter Hirt          | Ferrari 212      | 6    | Motore       |
| Rit | 18 | Adolfo Macchieraldo | Maserati 4CLT/48 | 0    | Incidente    |
| Rit | 16 | Hans Stuck          | AFM 4            | 0    | Incidente    |
| Rit | 26 | Franco Rol          | Osca 4500G       | 0    |              |
| NA  | 2  | Johnny Parsons      | Ferrari 375      |      |              |
| NA  | 6  | Felice Bonetto      | Maserati 4CLT/48 |      |              |
| NA  | 10 | Harry Schell        | Maserati 4CLT/48 |      |              |
| NA  | 14 | Luigi Piotti        | Osca 4500G       |      |              |
| NA  | 36 | Stirling Moss       | BRM 15           |      |              |
| NA  | 38 | Juan Manuel Fangio  | BRM 15           |      |              |
| NA  | 40 | Ken Wharton         | BRM 15           |      |              |